# معجزه (مجموعه تلویزیونی کره جنوبی)
معجزه (انگلیسی: Miracle؛‏ کره‌ای: 미라클) یک مجموعه تلویزیونی محصول کره جنوبی است که نخستین بار در آوریل ۲۰۲۲ از شبکه تلویزیونی پولی ژاپنی ایگه‌کی پخش شد و سپس از ژوئن ۲۰۲۲ در پلتفرم‌های استریم ویو و ویکی پخش شد.
این مجموعه در مورد چند نوجوان است که در مسیر پیگیری آرزوهایشان با مشکلات روبه‌رو می‌شوند و در این مسیر رشد می‌کنند.
معجزه یک مجموعه اورجینال ویو است که از ۲۴ ژوئن ۲۰۲۲ در مناطق منتخب قابل دسترسی است.

## بازیگران
- کانگ چان هی در نقش لوئیس[۱]
- کانگ مین آه در نقش سو رین[۳]
- هی‌یونگ در نقش شی وو[۴]